# Ali Saïdi-Sief
Ali Saïdi-Sief (arabiska: علي سعيدي سيف), född den 15 mars 1978, är en algerisk friidrottare som tävlade i medeldistanslöpning.
Saïdi-Sief genombrott kom när han blev sjua vid VM för juniorer 1996 på 1 500 meter. Han deltog vid VM för seniorer 1997 i Aten men blev utslagen i kvalet. Vid VM 1999 blev han utslagen redan i semifinalen.
Han stora genombrott kom vid Olympiska sommarspelen 2000 då han slutade tvåa på 5 000 meter efter Millon Wolde från Etiopien. Vid VM 2001 så vann han ursprungligen guld på 5 000 meter men blev senare av med medaljen efter ha funnits dopad. Han stängdes av i två år och var tillbaka till VM 2005 i Helsingfors där han slutade femma i finalen.
Han deltog vidare vid Olympiska sommarspelen 2008 men blev utslagen i försöken.

## Personliga rekord
- 1 500 meter - 3.29,51
- 3 000 meter - 7.25,02
- 5 000 meter - 12.50,86